# 二宫文造
二宫文造（1920年1月1日—2006年1月27日），日本香川县人。日本公明党参议员、公明党副委员长、香川县本部长。
1944年，日本东北大学文学部经济学科肄业。同年12月任《朝日新闻》东京分社记者。后任前桥、札幌分社记者，不久转该社政治经济部工作。1959年当选高松市议员。1962年7月以来四次当选参议员，督任参议院建设委员会委员、关于冲绳及北方领土问题特别委员会委员，公明党国际局次长、国会对策委员长、国民运动本部长。2006年，因脑溢血去世。

## 脚注
1. ↑  二宮文造氏死去 元公明党参院議員 （页面存档备份，存于） - 共同通信2006年1月27日配信記事。

| 議會席位        | 議會席位                         | 議會席位        |
| --------------- | -------------------------------- | --------------- |
| 前任： 大川清幸 | 参議院法務委員長 1985年 - 1986年 | 繼任： 太田淳夫 |